# Бостон-Логан
Міжнародний аеропорт Логан (IATA: BOS, ICAO: KBOS, FAA ідент. місц.: BOS), офіційно відомий як Міжнародний аеропорт імені генерала Едварда Лоуренса Логана і також широко відомий як Бостонський міжнародний аеропорт Логан — міжнародним аеропортом в районі Східного Бостону біля Бостону, Массачусетс, США (і частково в місті Вінтроп). Він охоплює 965 га, має шість злітно-посадкових смуг та чотири пасажирські термінали, на яких працює приблизно 16 000 чоловік. Це найбільший аеропорт як у штаті Массачусетс, так і в регіоні Нова Англія за пасажирообігом та вантажоперевезенням, а також 16-й найзавантаженіший аеропорт у Сполучених Штатах з 2016 року — 27,7 млн пасажирів. Він називається на честь генерала Едварда Лоуренса Логана.
Logan обслуговує пункти призначення по всій території Сполучених Штатів, Канади, Мексики, Латинської Америки, Карибського басейну, Північноатлантичного регіону (включаючи Бермудські та Азорські острови), Європи, Близького Сходу та Азії. Нещодавно, з появою далекобійних літаків середнього розміру, а також зростаючої економіки Нової Англії, Логан спостерігав стрімке зростання міжнародних перевезень, нових маршрутів, а також збільшення частот на існуючих маршрутах. Це перетворило Бостон Логан в один з найбільш швидко зростаючих аеропортів Америки, особливо для міжнародних перевезень.
Аеропорт є хабом для Delta Air Lines та JetBlue Airways. Регіональна авіакомпанія Cape Air здійснює рейси з хабом у Бостоні. American та United також здійснюють значні операції з аеропорту, включаючи щоденні трансконтинентальні рейси. Усі основні американські авіаперевізники пропонують рейси з Бостона до всіх або більшості їх основних і вторинних вузлів.

## Обладнання та інфраструктура

ЗПС і термінали

Розташована частково в Східному Бостоні та частково в Місті Вінтроп, на Бостонській бухті, Міжнародний аеропорт Логан займає площу 965 га та містить шість злітно-посадкових смуг:
- Злітно-посадкова смуга 4L/22R: 2,396 м × 46 м, Покриття: асфальт
- Злітно-посадкова смуга 4R/22L: 3,050 м × 46 м, Покриття: асфальт
- Злітно-посадкова смуга 9/27: 2,134 м × 46 м, Покриття: асфальт
- Злітно-посадкова смуга 14/32: 1,524 м × 30 м, Покриття: асфальт
- Злітно-посадкова смуга 15L/33R: 779 м × 30 м, Покриття: асфальт
- Злітно-посадкова смуга 15R/33L: 3,073 м × 46 м, Покриття: асфальт

ILS доступні для злітно-посадкових смуг 4R, 15R, 22L, 27 та 33L, з злітно-посадкової смуги 4R та 33L сертифіковані для роботи CAT III приземних приладів. Інші злітно-посадкові смуги з ILS сертифіковані для експлуатації приладів CAT I. На початкових порогах злітно-посадкових смуг 22R та 33L розташовані подушки EMAS.
Залежно від нарямку вітру, різні злітно-посадкові смуги використовуються для зльотів та посадок:
| Напрямок вітру | Кращі смуги пробігу | Кращі смуги пробігу | Відсоток операцій |
| Напрямок вітру | Виліт               | Посадка             | Відсоток операцій |
| -------------- | ------------------- | ------------------- | ----------------- |
| NE             | 4L, 4R, 9           | 4L, 4R              | 18 %              |
| SW             | 22L, 22R            | 22L, 22R, 27        | 28 %              |
| NW             | 33L, 27             | 33L, 32, 27         | 37 %              |
| SE             | 15R, 14, 9          | 15R, 15L            | 17 %              |

Примітки
1. ↑  Під час експлуатації трьох злітно-посадкових смуг Logan може обслужити 120 операцій на годину в ідеальну погоду. Це знижується до 60 операцій на годину при поганих умовах і єдиної злітно-посадкової смуги.
2. 1 2  4L/22R обслуговує не термінові операції лише тоді, коли  траєкторія літака проходить над містом

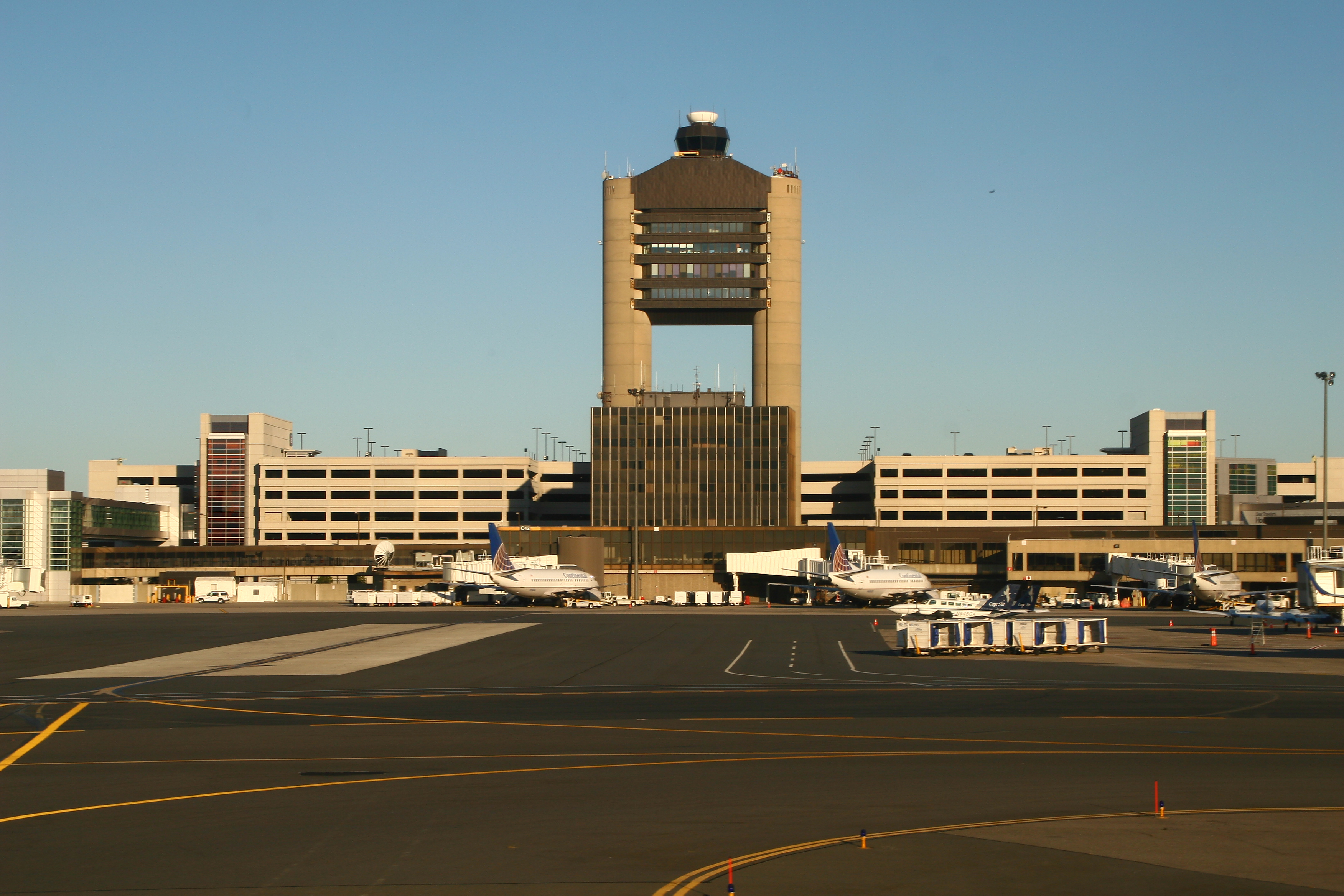
Контрольна вежа Логана (2007)

Аеропорт Логан має два вантажних приміщення: Північний вантажний транспорт примикає до терміналу Е та Південного вантажу, що прилягає до терміналів А і В. Північний вантаж також є місцем розташування ряду ангарів обслуговування, включаючи авіакомпанії American Airlines, Delta Air Lines та JetBlue.

## Авіалінії та напрямки на листопад 2018

### Пасажирські
| Авіакомпанія                      | Пункт призначення | Джерела |
| --------------------------------- | --- | ------- |
| Aer Lingus                        | Дублін Сезонний: Шеннон | [ 14 ]  |
| Aeroméxico                        | Мехіко (закінчується 7 січня 2019) | [ 16 ]  |
| Air Canada                        | Сезонний: Торонто-Пірсон, Ванкувер | [ 17 ]  |
| Air Canada Express                | Галіфакс, Монреаль-Трюдо, Оттава, Торонто-Пірсон | [ 17 ]  |
| Air France                        | Париж-Шарль де Голль | [ 18 ]  |
| Alaska Airlines                   | Лос-Анджелес, Портленд (Орегон), Сан-Дієго, Сан-Франциско, Сіетл-Такома | [ 19 ]  |
| Alitalia                          | Рим-Фіумічіно | [ 20 ]  |
| American Airlines                 | Шарлотт, Чикаго-О'Хара, Даллас-Форт-Верт, Лос-Анджелес, Маямі, Нью-Йорк-Кеннеді, Нью-Йорк-Ла-Гуардія, Філадельфія, Фінікс-Скай-Харбор, Вашингтон-Національний Сезонний: Канкун, Монтего-Бей, Провіденсіалес, Пунта-Кана | [ 21 ]  |
| American Eagle                    | Гаррісбург, Нью-Йорк-Кеннеді, Піттсбург (закінчується 18 грудня 2018), Рочестер (Нью-Йорк), Сирак'юз | [ 21 ]  |
| Avianca                           | Богота | [ 23 ]  |
| Avianca El Salvador               | Сан-Сальвадор | [ 23 ]  |
| SATA International                | Понта-Делгада, Терсейра Сезонний: Лісабон | [ 24 ]  |
| Boutique Air                      | Массена | [ 25 ]  |
| British Airways                   | Лондон-Хітроу | [ 26 ]  |
| Cabo Verde Airlines               | Прая | [ 27 ]  |
| Cape Air                          | Албанія, Огаста (Мен), Бар-Харбор, Наяніс, Ліван, Марти Ван'ярд, Нантукет, Провіденстаун, Рокленд, Рутленд, Саранак-Лейк-Лейк-Пласік | [ 28 ]  |
| Cathay Pacific                    | Гонконг | [ 29 ]  |
| Copa Airlines                     | Панама | [ 30 ]  |
| Delta Air Lines                   | Амстердам, Атланта, Остін, Бермуди, Цинциннаті, Детройт, Форт-Лодердейл, Форт-Маєрс, Лас-Вегас, Лондон-Хітроу, Лос-Анджелес, Міннеаполіс-Сент-Пол, Нью-Йорк-Кеннеді, Нью-Йорк-Ла-Гуардія, Орландо, Париж-Шарль де Голль, Ралей-Дурхам, Солт-Лейк-Сіті, Сан-Франциско, Сіетл-Такома, Тампа, Вест-Палм-Біч Seasonal: Аруба, Канкун, Дублін, Единбург (починається 23 травня 2019), Лісабон (починається 23 травня 2019), Маямі, Монтего-Бей, Провіденсіалес, Пунта-Кана, Сент-Томас | [ 33 ]  |
| Delta Connection                  | Буффало, Чарлстон (південна Кароліна), Цинциннаті, Колумбус-Гленн, Індіанаполіс, Джексонвілл (Флорида), Канзас-Сіті, Мілвокі, Нашвілл, Нью-Йорк-Кеннеді, Норфолк, Філадельфія, Піттсбург, Ралей-Дурхам, Річмонд, Саванна Сезонний: Форт-Маєрс, Міртл-Біч, Нассау, Новий Орлеан, Сарасота (відновиться 2 березня 2019), Вест-Палм-Біч | [ 33 ]  |
| El Al                             | Тель-Авів-Бен-Гуріон | [ 35 ]  |
| Emirates                          | Дубай-Міжнародний | [ 36 ]  |
| Hainan Airlines                   | Пекін-Столичний, Шанхай-Пудун | [ 37 ]  |
| Hawaiian Airlines                 | Гонолулу (починається 4 квітня 2019) | [ 39 ]  |
| Iberia                            | Мадрид | [ 40 ]  |
| Icelandair                        | Рейк'явік-Кеплавік | [ 41 ]  |
| Japan Airlines                    | Токіо-Наріта | [ 42 ]  |
| JetBlue Airways                   | Аруба, Атланта, Остін, Балтимор, Барбадос, Бермуди, Буффало, Бербанк, Канкун, Чарлстон (Південна Кароліна), Шарлотт, Чикаго-О'Хара, Клівленд, Даллас-Форт-Верт, Денвер, Детройт, Форт-Лодердейл, Форт-Маєрс, Гавана, Х'юстон-Хоббі, Джексонвілл (Флорида), Las Vegas, Long Beach, Лос-Анджелес, Мехіко, Міннеаполіс-Сент-Пол, Монтего-Бей, Нашвілл, Нассау, Новий Орлеан, Нью-Йорк-Кеннеді, Нью-Йорк-Ла-Гуардія, Ньюарк, Орландо, Філадельфія, Фінікс-Скай-Харбор, Піттсбург, Пунта-Кана, Ралей-Дурам, Річмонд, Рочестер (Нью-Йорк) (починається 8 січня 2019), Солт-Лейк-Сіті, Сан-Дієго, Сан-Франциско, Сан-Хосе (Каліфорнія), Сан-Хуан, Саньтьяго-де-Лос-Кабаллерос, Санто-Домінго-Лас-Амерікас, Саванна, Сіетл-Такома, Сирак'юз, Тампа, Вашингтон-Даллес (акінчується 7 січня 2019), Вашингтон-Національний, Вест-Палм-Біч Сезонний: Гранд-Кайман, Гацден-Стімбоут-Спрінгс (починається 15 грудня 2018), Ліберія (Коста-Рика), Марти Ван'ярд, Nantucket, Окленд, Палм-Спрінгс (пчинається 14 лютого 2019), Порт-о-Пренс, Портленд (Орегон), Провіденсіалес, Пуерто-Плата, Сакраменто, Сарасота, Сент-Люсія, Сент-Мартен (resumes February 16, 2019), Сент-Томас (відновиться 14 лютого 2019) | [ 47 ]  |
| KLM                               | Амстердам (відновиться 31 березня 2019) | [ 48 ]  |
| Korean Air                        | Сеул-Інчхон (відновиться 12 квітня 2019) | [ 50 ]  |
| TAM Airlines                      | Сан-Паулу-Гуарульюс | [ 51 ]  |
| Level                             | Барселона | [ 52 ]  |
| Lufthansa                         | Франкфурт, Мюнхен | [ 53 ]  |
| Norwegian Air Shuttle             | Лондон-Гатвік, Париж-Шарль де Голль | [ 54 ]  |
| Porter Airlines                   | Торонто-Біллі Бішоп | [ 55 ]  |
| Qatar Airways                     | Доха | [ 56 ]  |
| Scandinavian Airlines System      | Сезонний: Копенгаген | [ 57 ]  |
| Gulfstream International Airlines | Сезонний: Бар-Харбор | [ 58 ]  |
| Southwest Airlines                | Атланта, Остін, Балтимор, Чикаго-Мідуей, Колумбус-Гленн, Даллас-Лав, Денвер, Х'юстн-Хоббі, Канзас-Сіті, Мілвокі, Нашвілл, Сент-Луїс Сезонний: Індіанаполіс, Новий Орлеан, Орландо (відновиться 13 квітня 2019), Тампа | [ 59 ]  |
| Spirit Airlines                   | Атланта, Балтимор, Форт-Лодердейл, Лас-Вегас, Міртл-Біч, Новий Орлеан, Орландо Сезонний: Чикаго-О'Хара, Клівленд, Детройт, Форт-Маєрс, Міннеаполіс-Сент-Пол, Тампа, Вест-Палм-Біч | [ 60 ]  |
| Sun Country Airlines              | Міннеаполіс-Сент-Пол | [ 61 ]  |
| Swiss International Air Lines     | Цюрих | [ 62 ]  |
| TAP Portugal                      | Лісабон | [ 63 ]  |
| Tradewind Aviation                | Вайт-Плейнс | [ 64 ]  |
| Turkish Airlines                  | Стамбул-Ататюрк (закінчується 31 грудня 2018), Стамбул-Новий (починається 1 січня 2019) | [ 66 ]  |
| United Airlines                   | Чикаго-О'Хара, Денвер, Х'юстон-Інтерконтінентал, Лос-Анджелес, Ньюарк, Сан-Франциско, Вашингтон-Даллес | [ 67 ]  |
| United Express                    | Чикаго-О'Хара, Клівленд, Ньюарк, Вашингтон-Даллес | [ 67 ]  |
| Virgin Atlantic                   | Лондон-Хітроу Сезонний: Манчестер | [ 68 ]  |
| WestJet Encore                    | Галіфакс, Торонто-Пірсон | [ 69 ]  |
| WOW air                           | Рейк'явік-Кеплавік | [ 70 ]  |

### Вантажні
Аеропорт Логан - це аеропорт середнього рівня з вантажообігу, який у 2012 році досягнув 684 875 тонн , і Лоан був 10-м найзавантаженішим аеропортом США. Він обслуговує багато вантажних авіакомпаній на базі США, включаючи DHL Aviation, FedEx Express та UPS Airlines. Він також має вантажні офіси для багатьох міжнародних вантажних перевізників, включаючи British Airways World Cargo, Cathay Pacific, China Airlines, EVA Air, LATAM Cargo Chile та Saudia Cargo. Логан має два вантажних комплекси: Північний вантажний термінал, розташований недалеко від Терміналу Е, і Південний вантаж, розташований недалеко від Терміналу А. З огляду на те, що аеропорт є 10-м найзавантаженішим аеропортом за вантажоперевезеннями в країні, багато компаній, що працюють в аеропорту, визнали, що майбутнє розширення вантажів від Logan обмежене через обмежене фізичне місце для розширення.

## Статистика

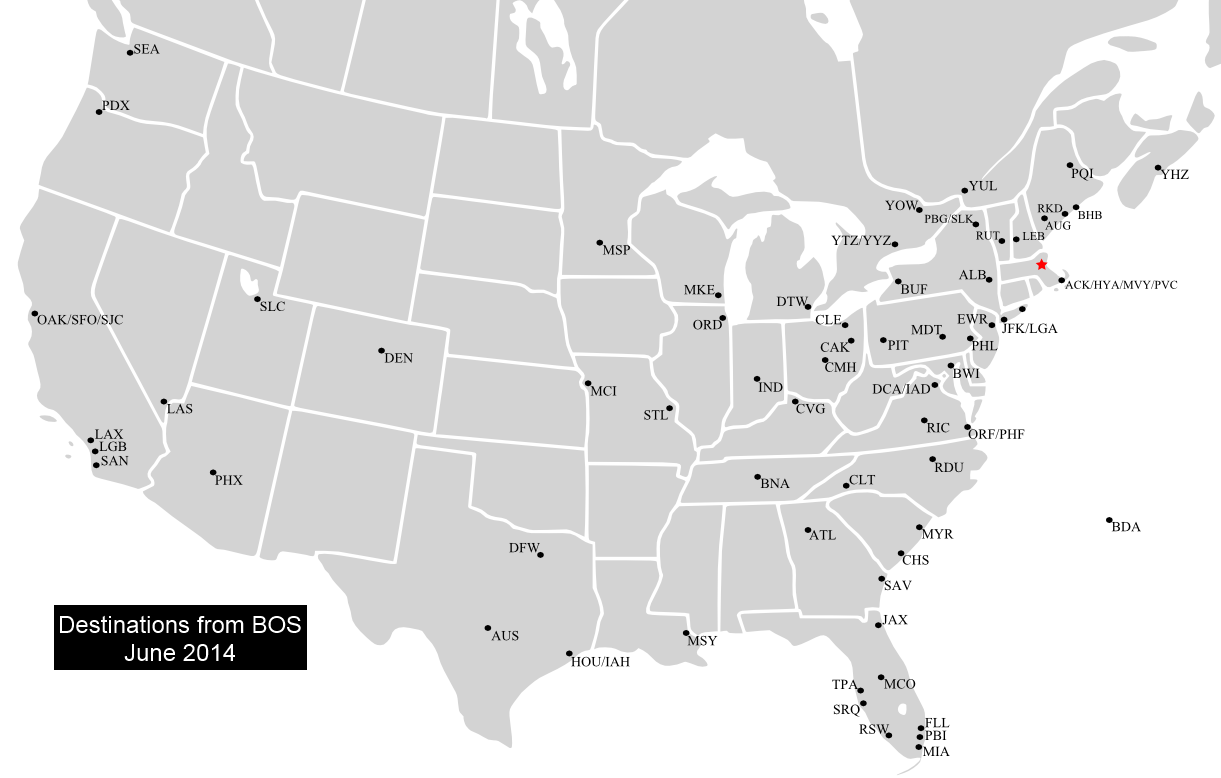
Карта внутрішніх, канадських та бермудських пунктів призначення

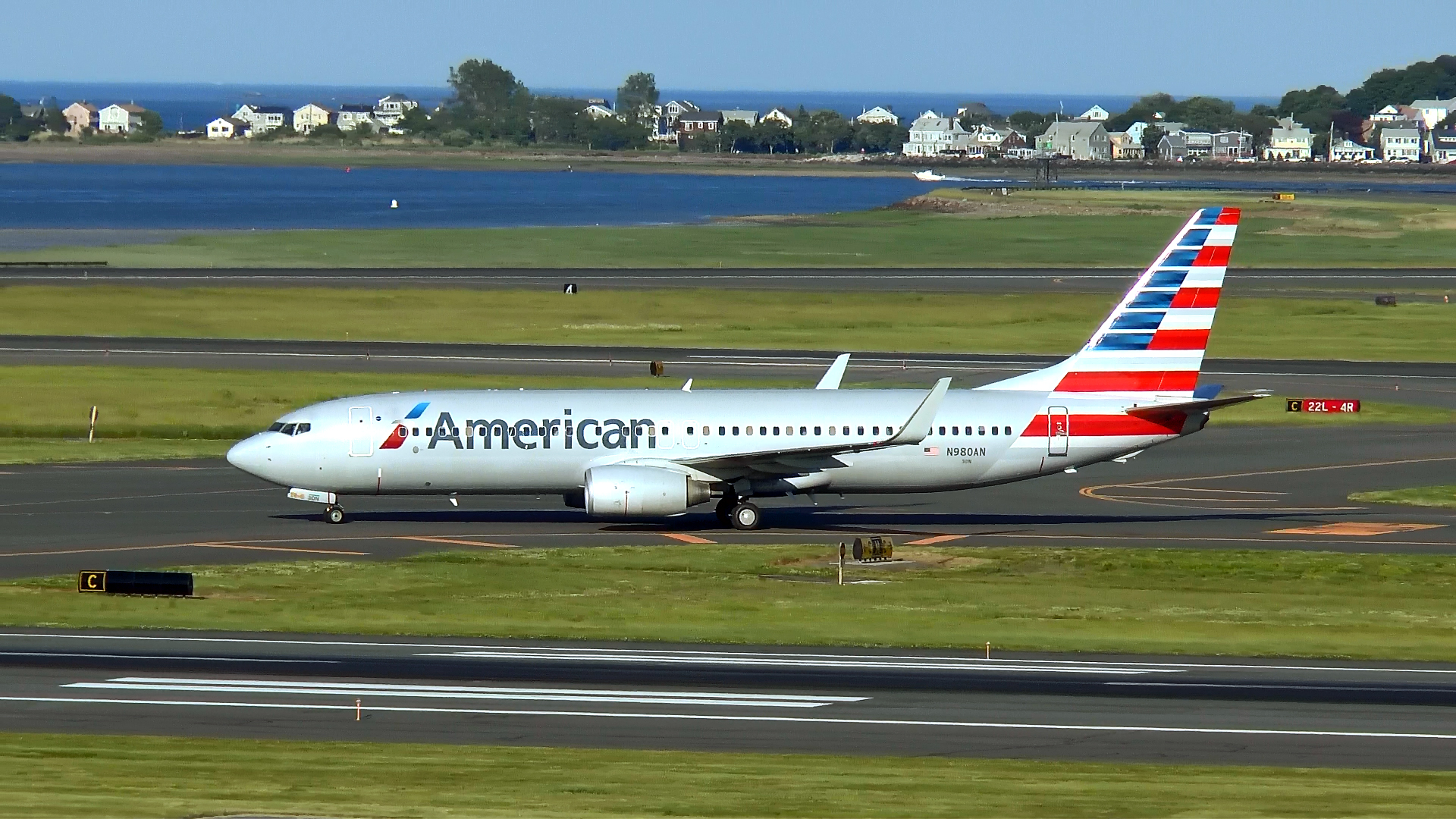
American Airlines Boeing 737-800 приземлюється у Логан

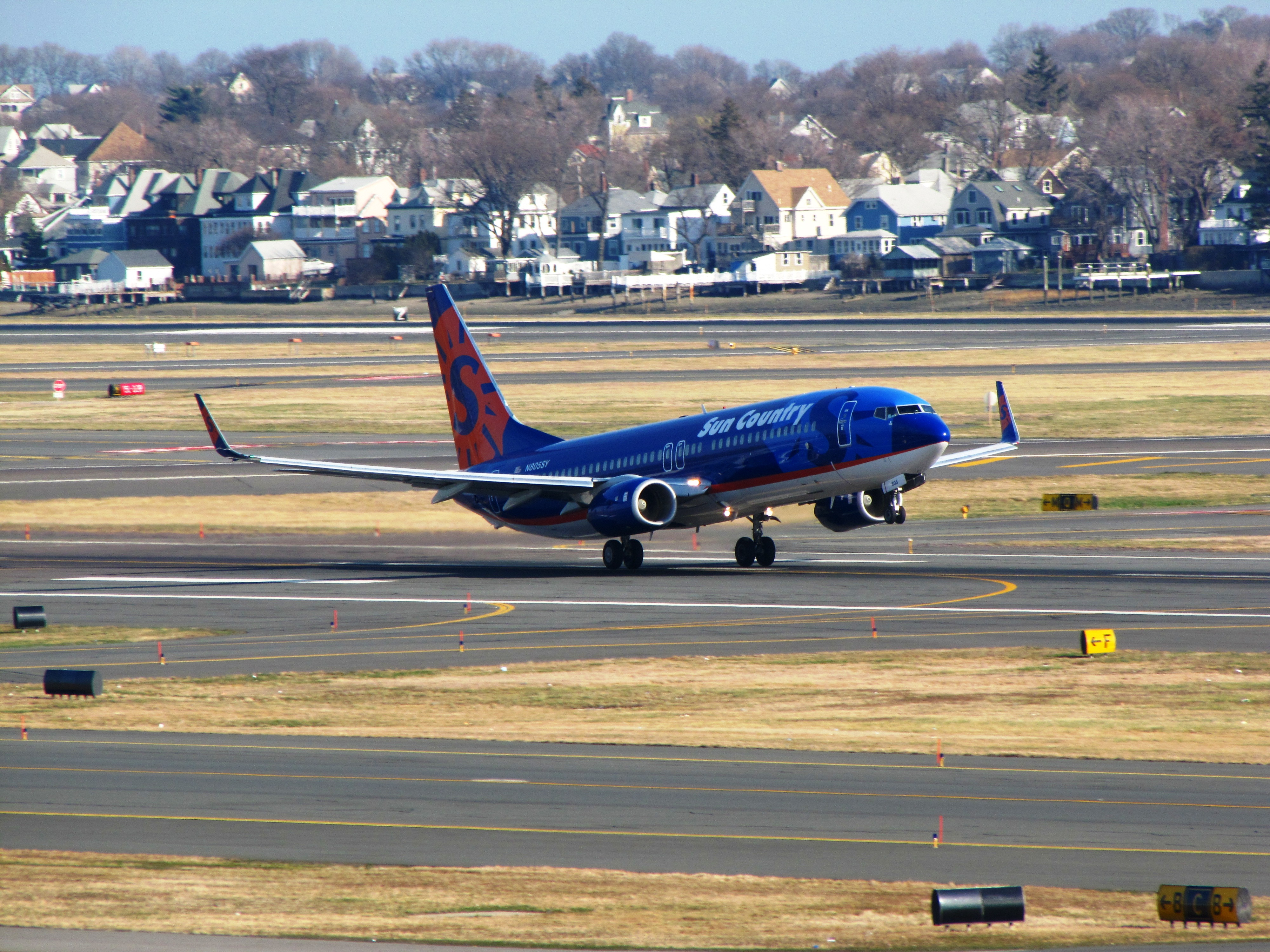
Sun Country Airlines 737–800 у Логані N805SY

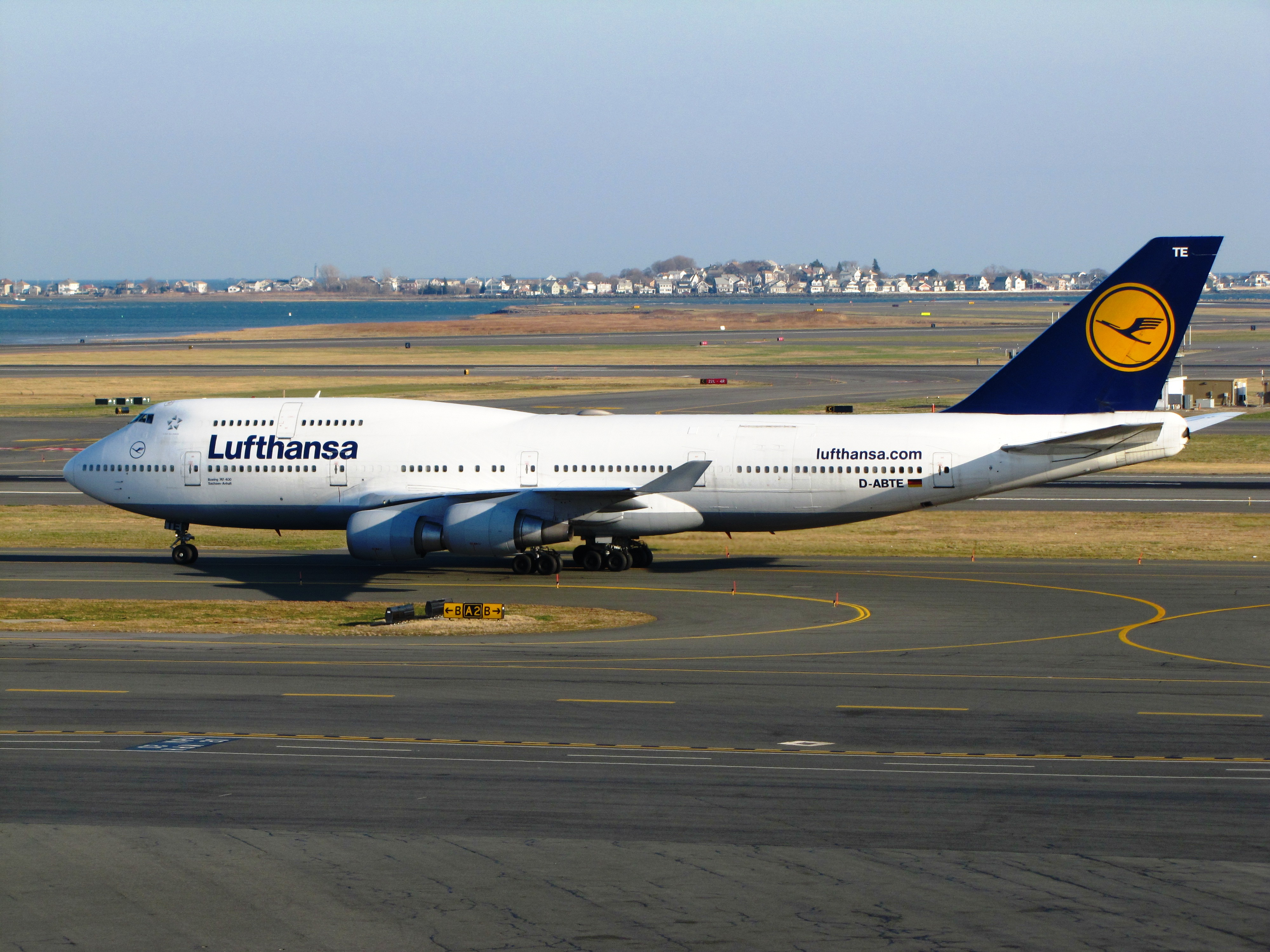
Рух літака Lufthansa Boeing 747-400 в аеропорту Логан

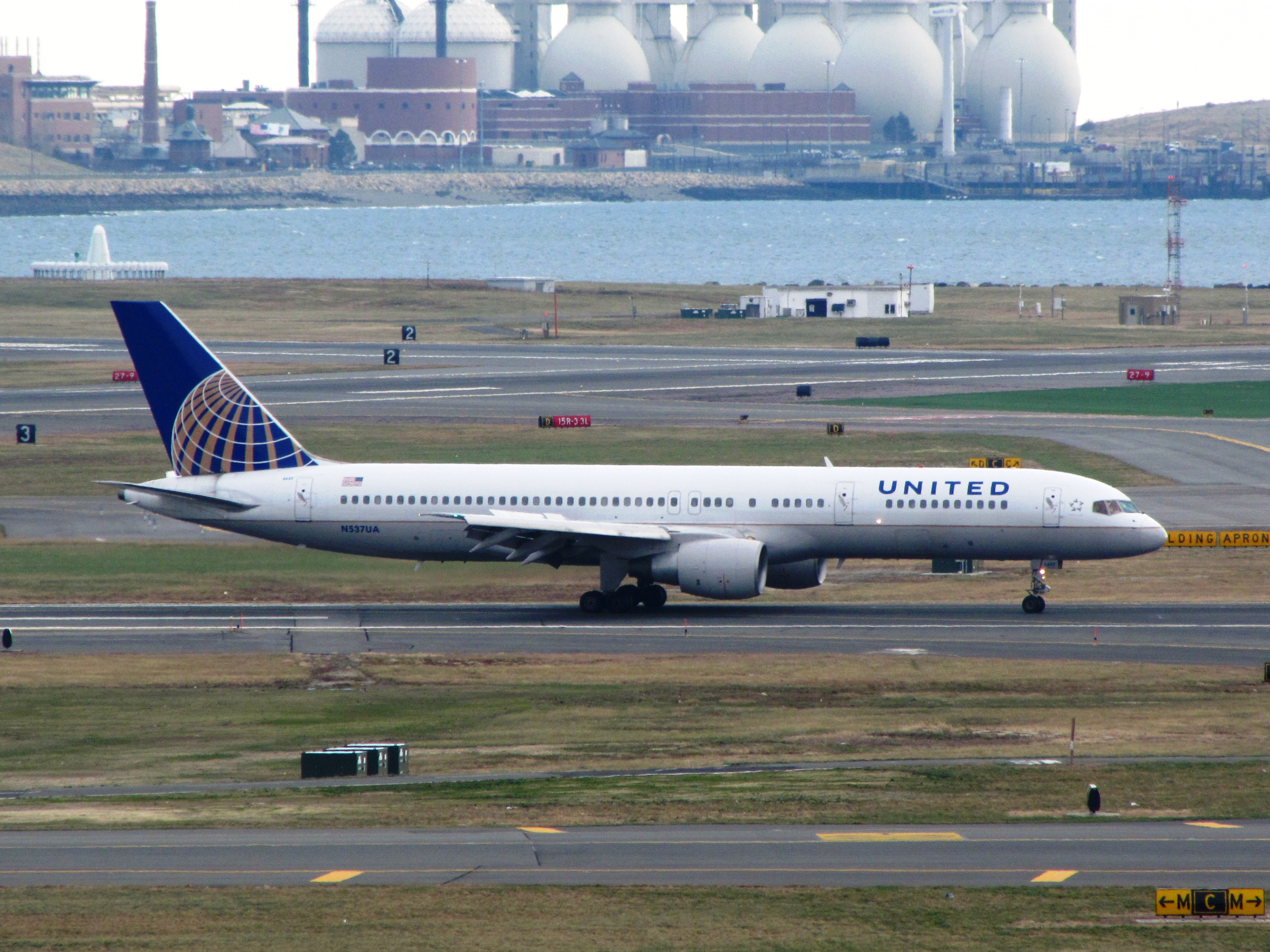
Рух літака United Airlines Boeing 757

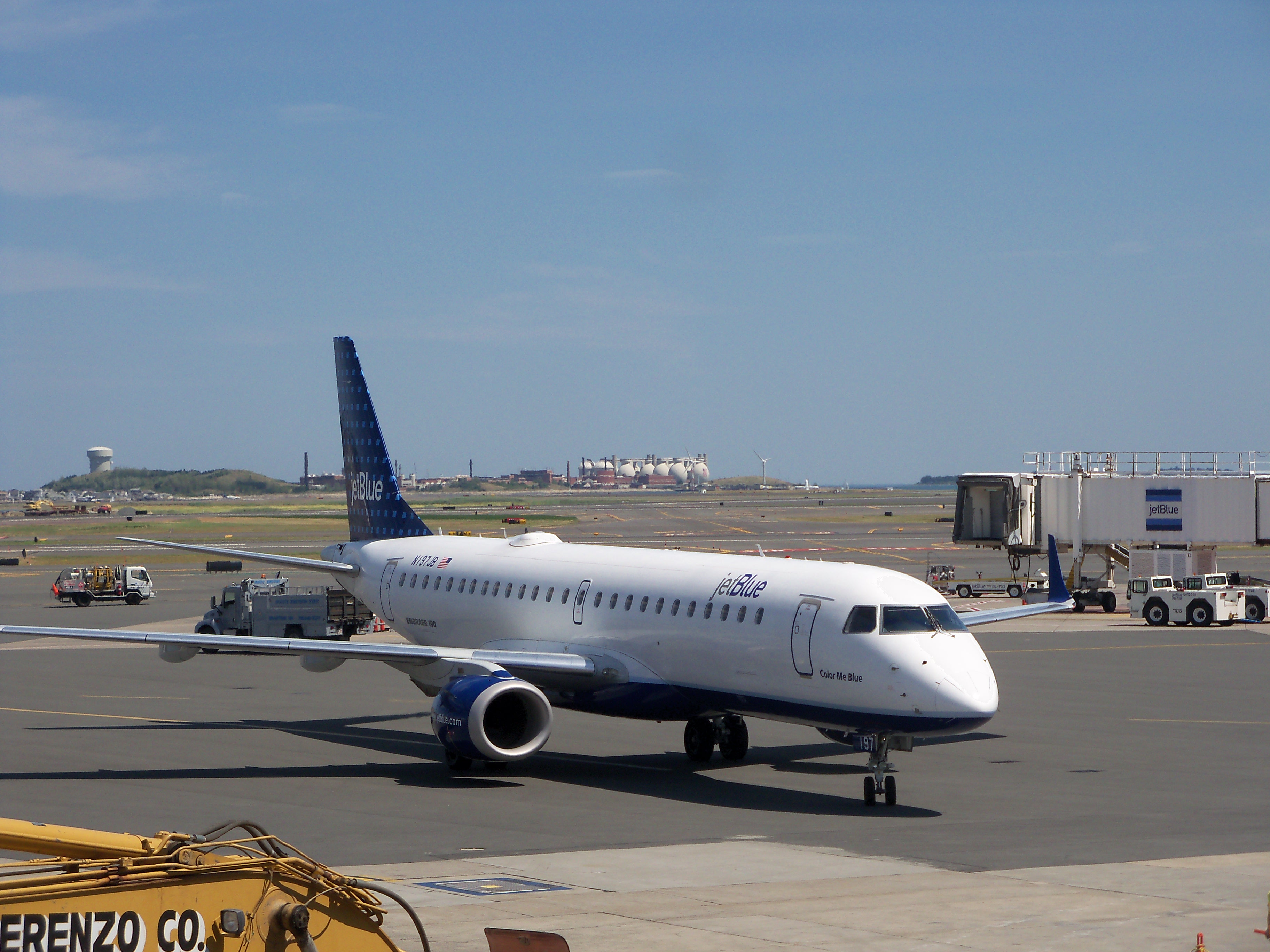
JetBlue Embraer 190; перевізник - найбільша авіакомпанія Бостонського аеропорту.

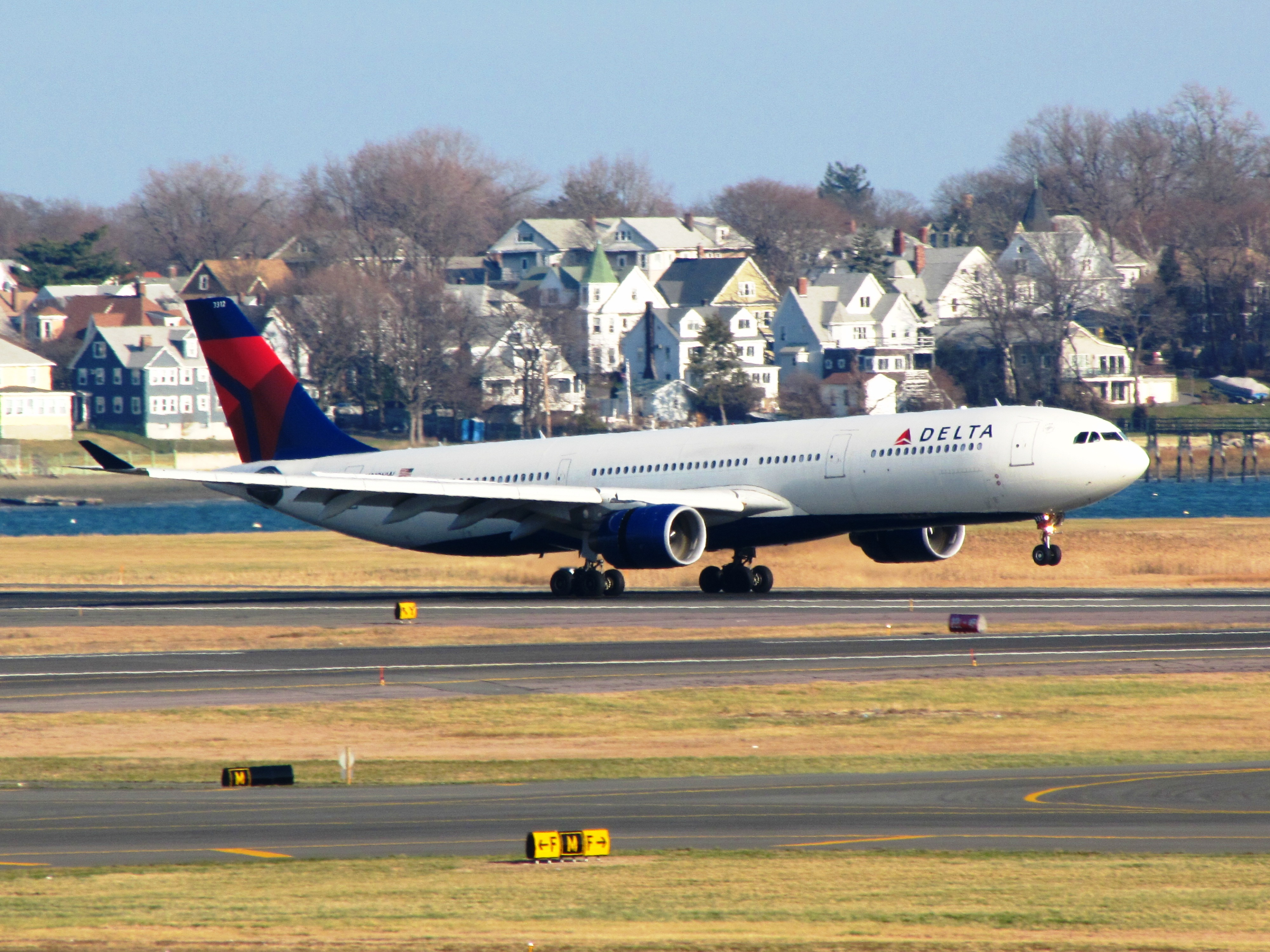
Delta Air Lines A330-300 посадка в Логан, з сусідніми будинками Winthrop видно на задньому плані.

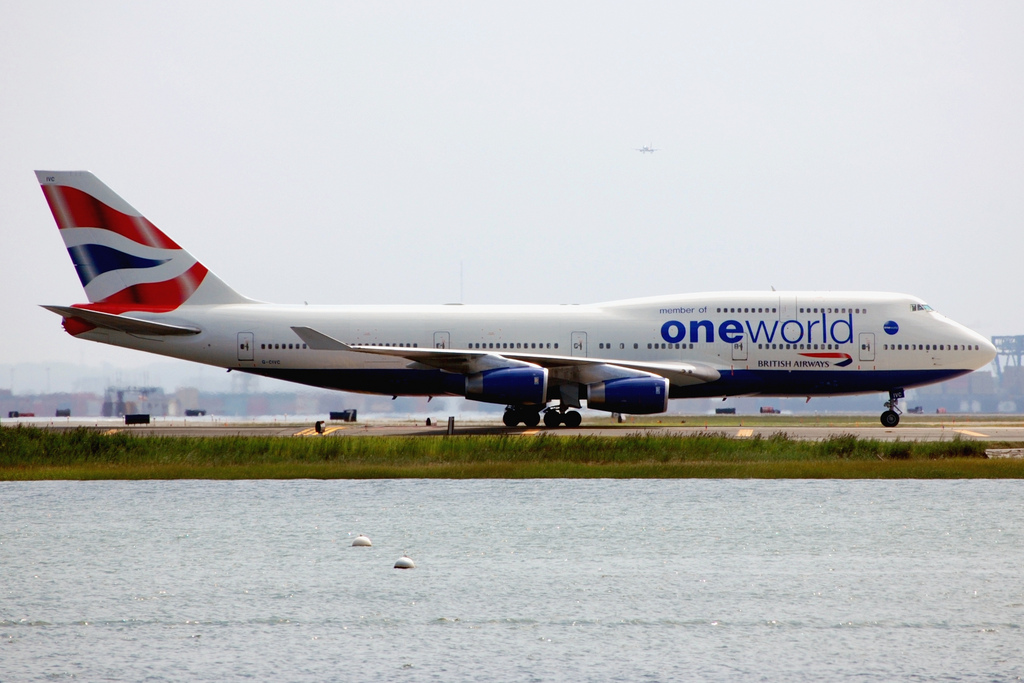
Рух літака British Airways Boeing 747-400 в альянсі Oneworld

### Найпопулярніші напрямки
| Місце | Аеропорт                          | Пасажири | Перевізники                                      |
| ----- | --------------------------------- | -------- | ------------------------------------------------ |
| 1     | Атланта, Джорджія                 | 980,740  | Delta, JetBlue Airways, Southwest, Spirit        |
| 2     | Чикаго-О'Хара, Іллінойс           | 970,220  | American, JetBlue Airways, Spirit, United        |
| 3     | Лос-Анджелес, Каліфорнія          | 736,760  | Alaska, American, Delta, JetBlue Airways, United |
| 4     | Сан-Франциско, Каліфорнія         | 734,180  | Alaska, Delta, JetBlue Airways, United           |
| 5     | Вашингтон-Національний, Вірджинія | 713,170  | American, JetBlue Airways                        |
| 6     | Нью-Йорк-Ла-Гуардія, Нью-Йорк     | 641,030  | American, Delta, JetBlue Airways                 |
| 7     | Філадельфія, Пенсильванія         | 588,620  | American, JetBlue Airways                        |
| 8     | Балтімор, Меріленд                | 577,950  | JetBlue Airways, Southwest, Spirit               |
| 9     | Орландо, Флорида                  | 570,440  | Delta, JetBlue Airways, Southwest, Spirit        |
| 10    | Ньюарк, Нью-Джерсі                | 516,470  | JetBlue Airways, United                          |

| Місце | Аеропорт                       | Пасажири | Перевізник(и)                                         |
| ----- | ------------------------------ | -------- | ----------------------------------------------------- |
| 1     | Лондон-Хітроу, Велика Британія | 791,190  | British Airways, Delta, Virgin Atlantic               |
| 2     | Торонто-Пірсон, Канада         | 450,085  | Air Canada, WestJet                                   |
| 3     | Дублін, Ірландія               | 347,279  | Aer Lingus, Delta                                     |
| 4     | Дубай-Міжнародний, ОАЕ         | 346,464  | Emirates                                              |
| 5     | Париж-Шарль де Голль, Франція  | 344,087  | Air France, Delta, Norwegian Air Shuttle, Primera Air |
| 6     | Рейк'явік-Кеплавік, Ісландія   | 334,435  | Icelandair, WOW air                                   |
| 7     | Франкфурт, Німеччина           | 273,197  | Lufthansa                                             |
| 8     | Амстердам, Нідерланди          | 255,965  | Delta                                                 |
| 9     | Торонто-Біллі Бішоп, Канада    | 196,029  | Porter Airlines                                       |
| 10    | Цюрих, Швейцарія               | 179,885  | Swiss                                                 |
| 11    | Мюнхен, Німеччина              | 145,972  | Lufthansa                                             |
| 12    | Стамбул-Ататюрк, Туреччина     | 140,412  | Turkish Airlines                                      |
| 13    | Шаннон, Ірландія               | 130,466  | Aer Lingus                                            |
| 14    | Пекін-Столичний, КНР           | 129,695  | Hainan Airlines                                       |
| 15    | Монреаль-Трюдо, Канада         | 122,976  | Air Canada Express                                    |
| 16    | Ораньєстад, Аруба              | 121,261  | JetBlue Airways, Delta                                |
| 17    | Доха, Катар                    | 120,783  | Qatar Airways                                         |
| 18    | Hong Kong                      | 112,378  | Cathay Pacific                                        |
| 19    | Токіо-Наріта, Японія           | 112,214  | Japan Airlines                                        |
| 20    | Рим-Фіумічіно, Італія          | 109,628  | Alitalia                                              |

### Частка авіакомпаній на ринку
| Місце | Авіакомпанія       | Пасажири  | Частка  |
| ----- | ------------------ | --------- | ------- |
| 1     | JetBlue Airways    | 9,813,000 | 31.25 % |
| 2     | American Airlines  | 6,313,000 | 20.10 % |
| 3     | Delta Air Lines    | 4,231,000 | 13.47 % |
| 4     | United Airlines    | 3,759,000 | 11.97 % |
| 5     | Southwest Airlines | 2,974,000 | 9.47 %  |

### Річний трафік
| Рік  | Пасажири   | % Зміна  | Кількість руху літаків | тоннаж вантажу |
| ---- | ---------- | -------- | ---------------------- | -------------- |
| 1998 | 26,526,708 |          | 507,449                | 701,921        |
| 1999 | 27,052,078 | ▲02.0 %  | 494,816                | 712,084        |
| 2000 | 27,726,833 | ▲02.5 %  | 487,996                | 726,174        |
| 2001 | 24,474,930 | ▼011.7 % | 463,125                | 672,399        |
| 2002 | 22,696,141 | ▼07.3 %  | 392,079                | 694,805        |
| 2003 | 22,791,169 | ▲00.4 %  | 373,304                | 672,419        |
| 2004 | 26,142,516 | ▲014.7 % | 405,258                | 679,637        |
| 2005 | 27,087,905 | ▲03.6 %  | 409,066                | 670,759        |
| 2006 | 27,725,443 | ▲02.4 %  | 406,119                | 639,534        |
| 2007 | 28,102,455 | ▲01.4 %  | 399,537                | 652,654        |
| 2008 | 26,102,651 | ▼07.1 %  | 371,604                | 621,567        |
| 2009 | 25,512,086 | ▼02.3 %  | 345,306                | 666,888        |
| 2010 | 27,428,962 | ▲07.5 %  | 352,643                | 670,190        |
| 2011 | 28,907,938 | ▲05.4 %  | 368,987                | 684,606        |
| 2012 | 29,325,617 | ▲01.4 %  | 354,869                | 684,875        |
| 2013 | 30,318,631 | ▲03.4 %  | 361,339                | 691,229        |
| 2014 | 31,634,445 | ▲04.7 %  | 363,797                | 695,123        |
| 2015 | 33,449,580 | ▲05.7 %  | 372,930                | 684,970        |
| 2016 | 36,288,042 | ▲08.5 %  | 391,222                | 703,786        |
| 2017 | 38,412,419 | ▲05.9 %  | 401,371                | 679,408        |